# 安井知得仙知
安井知得仙知（やすいちとくせんち、安永5年（1776年） - 天保9年閏4月27日（1838年6月19日））は、江戸時代の棋士で、家元安井家の八世安井仙知、八段準名人。七世安井仙知と区別して、七世を仙角仙知または大仙知、中野知得と名乗っていた八世は知得、知得仙知と呼ぶことが多い。名人の技量ありと言われながら名人とならなかった棋士として、本因坊元丈、井上幻庵因碩、本因坊秀和とともに囲碁四哲と称される。

## 経歴
伊豆国三島の漁師中野弥七の子とされ、幼名は磯五郎と思われる。幼時に七世安井仙知に入門し、中野知得と名乗った。寛政12年(1800年)に25歳五段で安井家跡目となり、同年御城碁初出仕した。文化元年(1804年)に七段上手。文化11年(1814年)に七世仙知の隠居により相続願いを出し、翌文化12年に安井家八世を継ぎ、安井仙知を名乗る。その後元丈と同時に八段準名人に昇った。

### 元丈との拮抗
本因坊元丈は知得の1歳年長であり、天明8年(1788年)の知得13歳時の対局から文化12年(1815年)の御城碁まで、約80局という当時としては異例の数の棋譜が残されている（長らく77局とされていたが、その後新譜の発見で84局が知られている）。手合は当初は知得の先だったが、寛政2年(1790年)の十番碁では先相先に進み（知得5勝4敗1ジゴ）、寛政4年(1792年)から互先になり、一旦先相先に戻るがまた互先とし、その後はまったく互角の戦績となっている。七段、八段への昇段も同時であり、生涯のライバル関係にあった。
元丈は厚く打って攻めを得意とするのに対し、知得は堅実でシノギを得意とする碁で、いぶし銀とも呼ばれ、対照的な碁風だった。ヨセの名手としても知られる。本因坊丈和は両者の対戦30番を調べ、著書『収枰精思』で「双方一の不可なる手なく、全く名人の所作というべきもの、17局に及ぶ」と述べた。『坐隠談叢』では「この両人の所作ともに秀絶にして、その十二、三頃より両々相対して、豹虎いずれのまさるかを判ずべからず。世人をもって当代の双璧となす。」と評された。
元丈、知得とも、名人碁所の地位は望まず、名人になることはなかったが、この時代の碁界の発展に大きく貢献した。

### 安井家の興隆
文政9年(1826年)、知得は実子の俊哲を安井家跡目とする。またこの時期に安井家の弟子として、太田雄蔵、阪口仙得、鈴木知清、片山知的、石原是山、桜井知達、佐藤源次郎など多くを育成し、安井家は本因坊家に匹敵する興隆となった。俊哲、雄蔵、仙得は、伊藤松和と並んで天保四傑と呼ばれる。娘の鉚も二段まで進み、後に土佐藩士宮井某に嫁いだとされる。別の娘（二女）は太田雄蔵の妻となった。
文政11年(1828年)に本因坊丈和が名人碁所願を提出したとき、仙知は尚早と主張し、丈和との争碁の許可を寺社奉行から得るが、仙知の病気のためや、一説では丈和が避けたとも言われ、期日が決まらず、天保2年(1831年)に丈和は名人碁所に就位した。
天保9年(1838年)に没し、俊哲が九世安井算知となる。現代でも島村俊廣、依田紀基ら、知得に私淑する棋士は多い。

### 戦績
知得一生の上出来とされるのは、文政3年(1820年)、打ち盛りだった丈和の先番で黒2目勝とした、白の名局と言われる碁で、関山仙太夫は「当世の極妙碁なり」と評した。
御城碁戦績
天保6年(1835年)まで26局打って10勝12敗4ジゴ。うち先番は3勝1ジゴ、白番は5勝7敗3ジゴ、他は向2子以上。
- 1800年（寛政12年）先番9目勝 本因坊元丈
- 1801年（享和元年）白番7目勝 井上春策
- 1802年（享和2年）先番6目勝 本因坊烈元
- 1803年（享和3年）白番2目勝 井上春策
- 1804年（文化元年）白番9目負 本因坊元丈
- 1805年（文化2年）向三子中押負 林鐵元
- 1806年（文化3年）先番ジゴ 本因坊元丈
- 1807年（文化4年）白番ジゴ 林門悦
- 1808年（文化5年）向二子5目勝 林鐡元
- 1809年（文化6年）白番3目負 本因坊元丈
- 1811年（文化8年）白番ジゴ 林鐡元
- 1813年（文化10年）白番1目勝 井上因砂因碩
- 1814年（文化11年）向二子2目勝 林鐡元門入
- 1815年（文化12年）先番2目勝 本因坊元丈
- 1816年（文化13年）白番2目勝 井上因砂因碩
- 1817年（文化14年）白番3目勝 井上因砂因碩
- 1818年（文政元年）白番4目負 林鐡元門入
- 1819年（文政2年）白番5目負 本因坊丈和
- 1821年（文政4年）白番4目負 林元美
- 1822年（文政5年）向二子中押負 井上安節
- 1824年（文政7年）向三子9目負 林柏悦
- 1826年（文政9年）白番13目負 井上幻庵因碩
- 1830年（天保元年）白番ジゴ 服部因淑
- 1831年（天保2年）向二子10目負 林柏栄
- 1833年（天保4年）向二子8目負 服部雄節
- 1835年（天保6年）白番11目負 本因坊丈策

「ダメの妙手」の局
本因坊元丈との対局では、文化9年(1812年)4月2日から9日にかけて打たれた知得先番の碁が、黒69手目に白から切られないところを継いだダメの妙手で有名。
布石から黒が優勢で、白は黒の大石への攻めを狙って、白1（58手目）で眼形を奪い、続いて白5から11と攻めの態勢を築くが、黒12がその狙いを封じた手で、切れないところをつなぐダメの妙手として後まで喧伝された。この手は、白からA、Bの二つの利きがあるのを防ぎ、黒Cで一眼を確保する手を残している意味があり、優勢を確定させた。155手完、黒中押勝。
寛政3年(1791年)に長坂猪之助との十五番碁もあり、猪之助はこれにより七世仙知より二段を与えられている。

## 著作
弟子の佐藤源次郎の遺譜をまとめた『河洛余数』(1822年)があり、これは佐藤の妻子の援助のための出版と言われる。